# Sclerocarya
A Sclerocarya a szappanfavirágúak (Sapindales) rendjébe, ezen belül a szömörcefélék (Anacardiaceae) családjába tartozó nemzetség.

## Tudnivalók
Afrikai fafajok. Közeli rokonságban állnak a madagaszkári Poupartia-fajokkal. A Sclerocarya birrea fontos gyümölcsfa a helybéli emberek és állatok számára. A Sclerocarya gillettii manapság sebezhető fajnak számít.

## Rendszerezés
A nemzetségbe az alábbi 2 faj tartozik:
- Sclerocarya birrea (A. Rich.) Hochst.
- Sclerocarya gillettii Kokwaro

### Fordítás
- Ez a szócikk részben vagy egészben  a   Sclerocarya című angol Wikipédia-szócikk ezen változatának fordításán alapul.  Az eredeti cikk szerkesztőit annak laptörténete sorolja fel. Ez a jelzés csupán a megfogalmazás eredetét és a szerzői jogokat jelzi, nem szolgál a cikkben szereplő információk forrásmegjelöléseként.